# Зайцев, Владимир Николаевич (полковник)
Владимир Николаевич Зайцев (19 марта 1948 — 13 августа 2025) — полковник КГБ СССР, один из офицеров группы «А» (спецподразделения «Альфа») при Седьмом управлении КГБ СССР (служил в 1982—1992 годах), Почётный сотрудник госбезопасности.

## Биография

### Начало службы
Родился 19 марта 1948 года в Смоленской области в семье служащих. Работал на заводе с 16 лет, в 1967—1969 годах — военнослужащий ГСВГ. В 1972 году призван на службу в органы государственной безопасности, окончил в 1979 году Высшую школу КГБ имени Ф. Э. Дзержинского. Мастер спорта СССР по трём видам спорта и чемпион по восточным единоборствам среди сотрудников центрального аппарата КГБ.

### Операция в Тбилиси
Зайцев служил в системе госбезопасности более 20 лет, из них в 1982—1992 годах был одним из руководителей Группы «А» при Седьмом управлении КГБ СССР. Прошёл путь от начальника отделения до заместителя начальника подразделения. На счету Зайцева участие в ряде операций по освобождению заложников, захвату шпионов западных стран и боям против афганских моджахедов. В частности, он возглавлял одну из групп захвата во время штурма самолёта Ту-134 в Тбилиси, захваченного 19 ноября 1983 года 7 террористами из Грузинской ССР. Согласно открытым данным, Зайцев должен был стать парламентёром во время переговоров с захватчиками и одновременно сообщить своей группе, возможен ли штурм самолёта или нет, однако в итоге штурм стал неизбежен, и приказ «Альфе» отдал лично Эдуард Шеварднадзе. В ходе операции при помощи Зайцева был арестован Сосо Церетели, главарь бандитов.

### Аресты шпионов ЦРУ
Зайцев с 1985 по 1992 годы участвовал в операциях по захвату 13 шпионов ЦРУ и других разведывательных подразделений стран Запада. Информацию о разведчиках США поставлял Олдрич Эймс, и именно группа Зайцева считалась наиболее предпочтительной для захвата последних. В частности, Зайцев участвовал в 1977 году в аресте шпионки ЦРУ Марты Петерсон, официально вице-консула посольства США, и задержании завербованного ЦРУ Александра Огородника («Трианон»), который покончил с собой при попытке ареста. Зайцев рассказывал, что перед операцией оделся в форму сотрудника милиции, а в ходе операции сдавил руку Петерсон и сломал браслет часов, в котором был микрофон, соединённый с записывающим устройством. Также его группой были арестованы генерал-майор ГРУ Дмитрий Поляков, старший преподаватель Военно-дипломатической академии ГРУ (проходил под псевдонимами «Цилиндр» и «Бурбон») и ещё около 10 кадровых офицеров КГБ и ГРУ — «кротов», завербованных в разное время спецслужбами противника.
- 9 июня 1985 года отряд группы «А» под руководством Зайцева за пределами Москвы арестовал шпиона ЦРУ, инженера Адольфа Толкачёва («Сфера»)[5], ведущего специалиста по аэронавигационным системам и конструктора Министерства радиоэлектронной промышленности СССР. Толкачёва схватили «сотрудники ГАИ» при проверке документов рядом с его собственным автомобилем на глазах у жены и успели заковать в наручники так, что он даже не успел оказать сопротивления[1][3].
- 25 августа 1985 года оперативная группа под руководством Зайцева арестовала под Казанью полковника Геннадия Сметанина, помощника военного атташе в Португалии, проходившего в документах ЦРУ под кличкой «Миллион». Вечером Сметанин был арестован в поезде «Татарстан», ехавшем в сторону Москвы, вместе со своей женой, а при обыске у него были изъяты инструкция по связи с ЦРУ, шифроблокнот, ампула с ядом и 44 бриллианта[6][7].
- В ноябре 1985 года был арестован майор внешней контрразведки Сергей Моторин по кличке «Гоз», сотрудник Вашингтонской резидентуры КГБ — он отличался атлетическим телосложением и постоянно был начеку, поэтому Зайцеву пришлось долго и упорно искать бойцов для операции, прежде чем их кандидатуры после долгих прений утвердило руководство Управления «К» Первого главного управления КГБ СССР[3].
- Среди других арестованных группой «А» под руководством Зайцева были майор Геннадий Вареник (сотрудник Боннской резидентуры КГБ «Фитнесс»), полковник научно-технической разведки Валерий Мартынов (сотрудник Вашингтонской резидентуры КГБ «Джентил»), полковник внешней разведки Владимир Пигузов («Джоггер») и подполковник Борис Южин (сотрудник резидентуры КГБ в Сан-Франциско «Твайн»)[1].

По роду служебной деятельности Зайцев бывал в Афганистане, Алжире, ФРГ, на Мальте, в США и Швеции.

### Отставка
С 20 октября по 20 декабря 1986 года Зайцев проходил службу в Афганистане, где его группа не понесла потерь. Уволился в 1992 году по собственному желанию, заявив, что «по моральным соображениям не считает возможным продолжать службу». После отставки возглавлял Фонд поддержки антитеррористических подразделений органов обеспечения безопасности «Антитеррор», входил в Совет Международной Ассоциации ветеранов подразделения антитеррора «Альфа». В 2000—2004 годах — помощник Председателя Правительства России по вопросам безопасности.
Награждён орденами Красного Знамени (1984 год), Красной Звезды (1986 год), «За личное мужество» и рядом медалей, а также званием Почётного сотрудника КГБ СССР.
Был женат. Увлекался единоборствами, охотой и автоделом. Не курил. Любимый напиток — квас.
Скончался 13 августа 2025 года от онкологического заболевания.